# The Conspirator
The Conspirator is een Amerikaanse historische dramafilm uit 2010, geregisseerd door Robert Redford. Het is de eerste filmproductie gemaakt door de American Film Company. The Conspirator ging op 11 september 2010 in première op het Toronto International Film Festival gevolgd door een speciale première op 29 maart 2011 in de Abraham Lincoln Presidential Library and Museum in Springfield in de Illinois. Een andere première vond plaats op 10 april 2011 in Ford's Theatre in Washington, D.C., de plaats van de moord. De Amerikaanse bioscooprelease vond plaats op 15 april 2011 op de 146e sterfdag van Lincoln. De film werd in Canada uitgebracht op 29 april 2011 en in het Verenigd Koninkrijk op 1 juli 2011. Lionsgate bracht de dvd en blu-ray uit op 16 augustus 2011.

## Verhaallijn
De film vertelt het verhaal van Mary Surratt, de enige vrouw die werd aangeklaagd voor de moord op Abraham Lincoln en de eerste vrouw die door de overheid van de Verenigde Staten ter dood werd veroordeeld.

## Rolverdeling
- James McAvoy als kapitein Frederick Aiken
- Robin Wright als Mary Surratt
- Evan Rachel Wood als Anna Surratt
- Kevin Kline als Edwin Stanton
- Tom Wilkinson als Reverdy Johnson
- Alexis Bledel als Sarah Weston
- Danny Huston als brigadier generaal Joseph Holt
- Stephen Root als John M. Lloyd
- Jonathan Groff als Louis Weichmann
- Justin Long als Nicholas Baker
- Johnny Simmons als John Surratt
- Toby Kebbell als John Wilkes Booth
- Norman Reedus als Lewis Payne
- John Cullum als Andrew Wylie
- Marcus Hester als David Herold
- Colm Meaney als majoor generaal David Hunter
- Shea Whigham as kapitein Cottingham
- James Badge Dale als William Hamilton
- Jim True-Frost als brigadier generaal John F. Hartranft
- John Michael Weatherly als George Atzerodt
- Chris Bauer als majoor Smith